# Floracoccus elevans
Floracoccus elevans är en insektsart som först beskrevs av William Miles Maskell 1895.  
Floracoccus elevans ingår i släktet Floracoccus och familjen filtsköldlöss. Inga underarter finns listade i Catalogue of Life.